# Bogumił Gąsiorowski

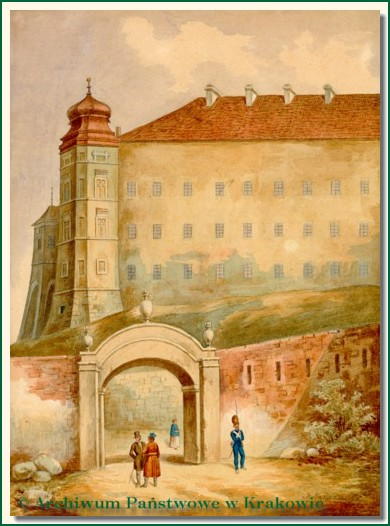
Akwarela B. Gąsiorowskiego z widokiem Wawelu

Bogumił Gąsiorowski, występuje też w literaturze pod imieniem Teofil (ur. 1819 w Krakowie, zm. 17 maja 1887 tamże) – polski malarz, aktywny w Krakowie. 
W 1836 wstąpił do Szkoły Sztuk Pięknych w swoim rodzinnym mieście, kończąc ją w 1840. 
Gąsiorowski specjalizował się w malowaniu ówczesnej architektury krakowskiej. Ponadto tworzył pejzaże,  dzieła o tematyce historycznej, mitologicznej i religijnej oraz portrety, zarówno autorskie, jak i kopie dzieł innych twórców, zwłaszcza starszych. Jest też autorem rysunków, na bazie których powstały litografie ilustrujące książkę Wspomnienia lat ubiegłych (1862, Kraków) napisaną przez Wojciecha Goczałkowskiego. Brał udział w wystawach krakowskiego Towarzystwa Przyjaciół Sztuk Pięknych. Preferował techniki akwareli lub gwaszu, rysował też piórkiem. 
Duże zbiory obrazów Gąsiorowskiego, głównie akwarel, znajdują się w kolekcjach Biblioteki Jagiellońskiej (40 szt.), i Muzeum Historycznego Miasta Krakowa (kilkanaście szt.), Zamku Królewskiego na Wawelu (13 szt.). Ponadto są one w zasobach m.in. Muzeum Narodowego w Krakowie (cztery szt.), Muzeum Narodowego w Warszawie (1 obraz), a 3 akwarele i dwa rysunki we Lwowskiej Galerii Obrazów. 
Obrazy i rysunki Gąsiorowskiego używane są jako materiał dokumentacyjny i porównawczy w publikacjach naukowych o architekturze Krakowa.